# استتار

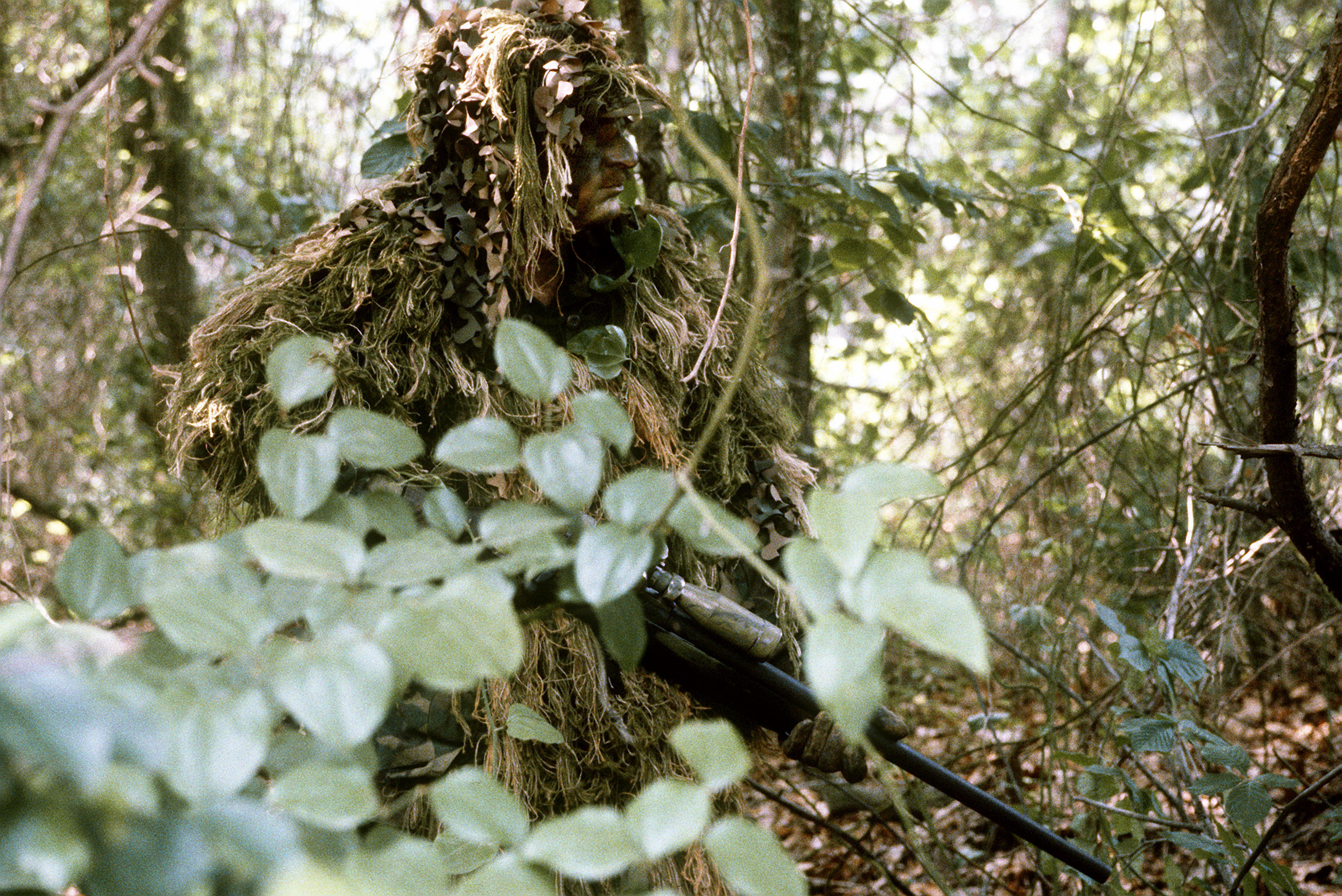
استتار تک‌تیرانداز در محیط جنگلی.

اِستِتار یا همرنگی یکی از راه‌هایی است که برای در امان ماندن موجودات زنده و غیرزنده از دیده شدن به وسیله دشمن به شیوهٔ غیرقابل تشخیص شدن از محیط پیرامون به‌کار می‌رود. استتار به هر گونه بهره بردن یا ترکیب کردن مواد، رنگ‌ها، ایجاد خطای دید، و چنین چیزها که باعث پنهان شدن یا سخت‌تر دیده شدن جانوران یا اجسام (دیدگریزی) یا اینکه آنها با استتار خود را به چیز دیگری همرنگ ساخته (محاکات) گفته می‌شود. برای مثال می‌توان به پوست خال‌دار یوزپلنگ‌ها، لباس جنگی سربازان امروزی، بال‌های حشره راست‌بال که شبیه به برگ درخت است، اشاره کرد. رویکرد سوم، حرکت خیره‌کننده که بیننده را با یک الگوی آشکار اشتباه می‌گیرد و باعث می‌شود تا شیء قابل مشاهده باشد اما فهمیدن موقعیت آن لحظه به لحظه سخت‌تر می‌شود. هدف بیشتر روش‌های استتار دیدگریزی است. دیدگریزی اغلب به شیوهٔ شباهت کلی به پس‌زمینه، رنگ متضاد با کنتراست بالا، از بین بردن سایه و دورنگ بودن مانند تیره‌تر بودن در سطح بالایی بدن و روشن‌تر بودن در سطح زیرین بدن صورت می‌پذیرد. در اقیانوس آزاد، که هیچ زمینه‌ای در آن وجود ندارد، روش‌های اصلی استتار شفاف بودن، نقره‌ای بودن و دورنگ بودن است و توانایی تولید نور از جمله موارد دیگری است که برای ضد روشنایی استفاده می‌شود، مانند بخش زیرین بدن سرپایانی همچون ماهی مرکب. برخی جانوران مانند آفتاب‌پرست و اختاپوس توانایی آن را دارند تا به‌طور فعال الگو و رنگ پوست خود را تغییر دهند، چه برای استتار و چه برای علامت‌دهی. ممکن است که برخی از گیاهان برای خورده نشدن توسط جانوران گیاهخوار نیز از استتار استفاده کنند.

## در طبیعت

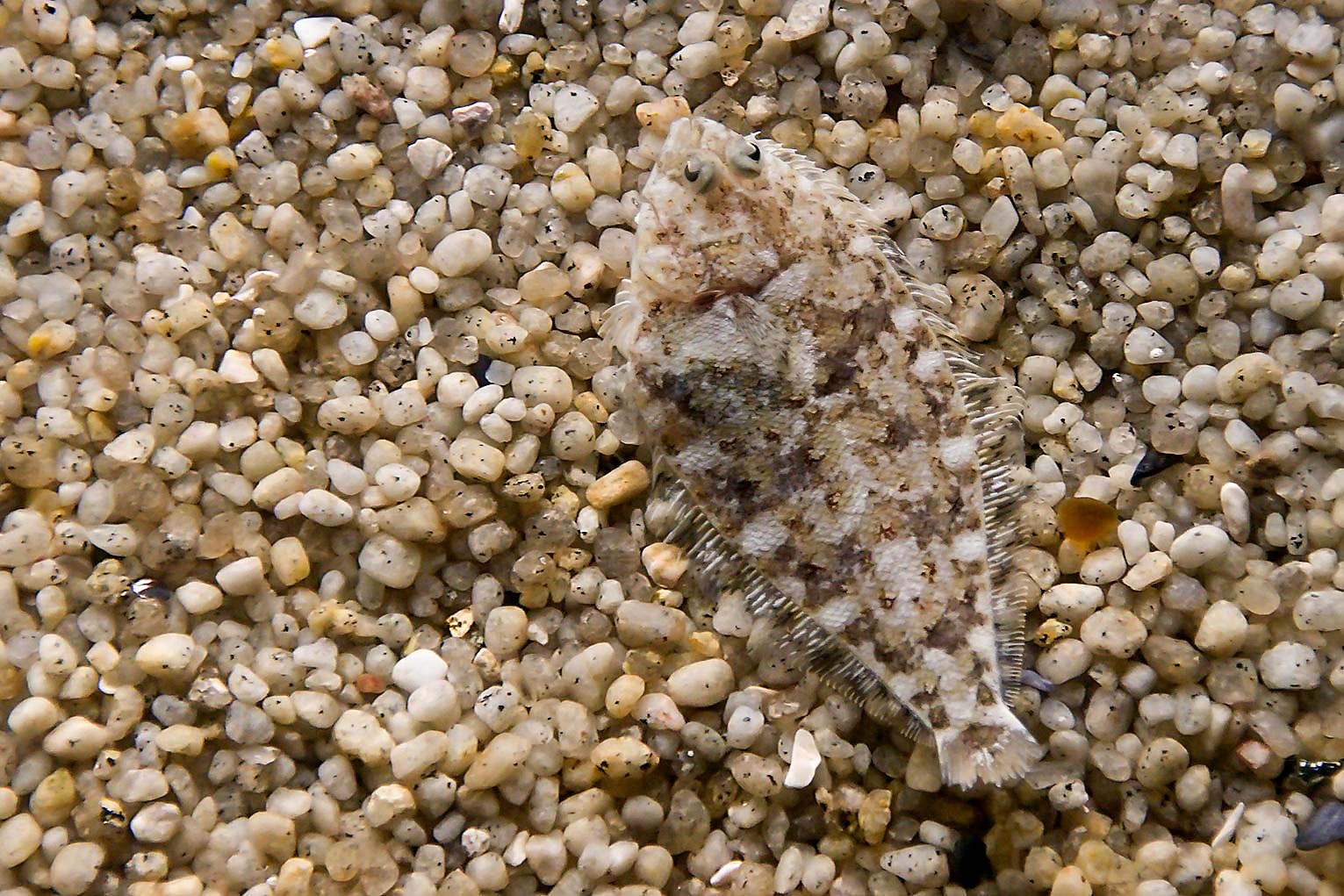
استتار کفشک‌ماهی فلاندر بر روی سنگریزه‌های کف دریا

در طبیعت جانورانی که با محیط خود هم‌رنگ هستند از این روش سود می‌برند. مانند طرح و رنگ یکسان بدن یوزپلنگ با گیاهان زیست‌بومش و همرنگ‌شدن آفتاب‌پرست با محیط پیرامونش.

## نظامی

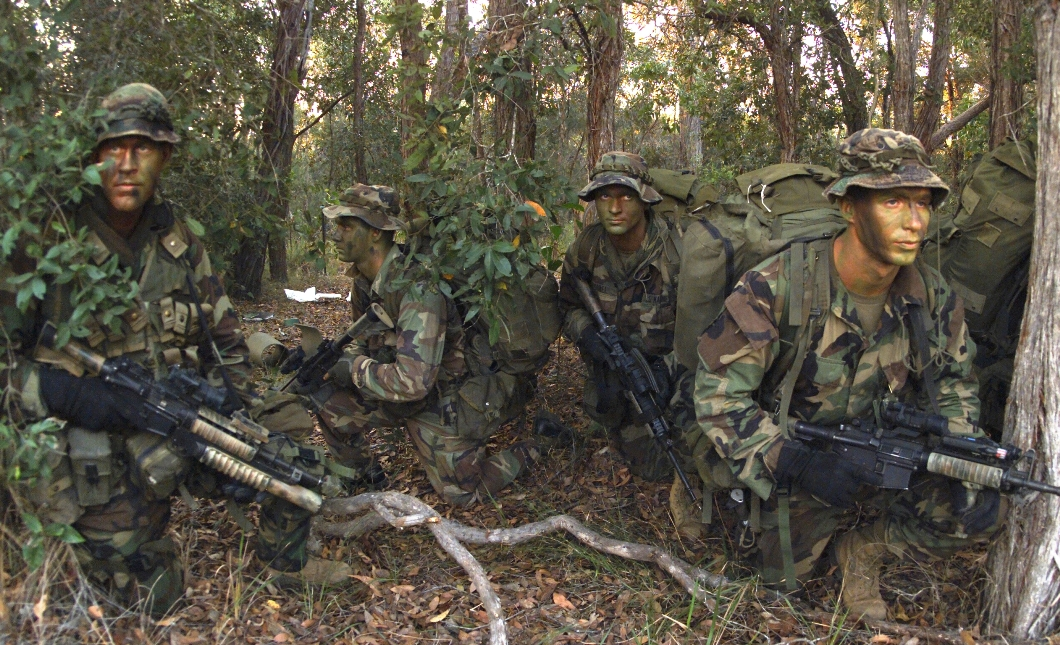

انسان‌ها نیز در دفاع نظامی از این روش استفاده می‌کنند. به مجموعه اقداماتی که فرد یا افراد برای در امان ماندن خود یا تجهیزات‌شان از دید دشمن انجام می‌دهند، استتار گویند. بدیهی‌ست دشمن نمی‌تواند کسی را که نمی‌بیند یا نمی‌داند کجاست، هدف قرار دهد.

## اصول استتار
اصول استتار شامل انتخاب محل، انضباط استتار و ساختمان استتار است.

### انتخاب محل
انتخاب محل یا موضع‌یابی، انتخاب بهترین و مطلوب‌ترین نقطه و محل استقرار است به طوری که پنهان و مخفی کردن نیروی انسانی، وسایل و تجهیزات و فعالیت‌ها را به بهترین وجه امکان‌پذیر سازد؛ بنابراین اگر انتخاب محل به خوبی انجام شود، به‌کارگیری و استفاده از وسایل و ابزار مصنوعی برای استتار و اختفا ضرورتی پیدا نمی‌کند یا این ضرورت به حداقل ممکن کاهش خواهد یافت. مکان‌یابی صحیح،
- آسیب‌پذیری را تا حد قابل توجهی تقلیل می‌دهد،
- وضعیت پدافندی مناسبی ایجاد می‌کند،
- دشمن را در حمل با مشکل و محدودیت مواجه و ابتکار عمل را از وی سلب می‌کند،
- نیاز به تسلیحات پدافندی را تقلیل می‌دهد و نهایتاً
- صرفه‌جویی قابل توجهی را در حفظ سرمایه‌های ملی به دنبال دارد.

اثرات تخریبی حمله‌ها و بمباران‌های هوایی عراق در جنگ ایران و عراق به مراکز حساس و حیاتی ایران مانند پالایشگاه آبادان، سایت سی.آر. سی، دهلران، پالایشگاه اصفهان، نیروگاه آبی سد دز، مرکز مخابرات ماهواره‌ای شهید قندی و … نتایج متفاوتی داشته است که یکی از عوامل عمده آن وضعیت و موقعیت مکانی مناسب یا نامناسب این مراکز بوده است.

### انضباط استتار
انضباط استتار عبارت از کارهایی است که ظاهر طبیعی یک منطقه را تغییر داده یا موقعیت افراد و تجهیزات را بدون اینکه حتی دیده شوند برای دشمن آشکار می‌سازد. رعایت شدید و قاطع و دقیق انضباط استتار به صورت فردی و گروهی دومین اصل و شرط اساسی دستیابی به استتار و موفقیت در آن است.

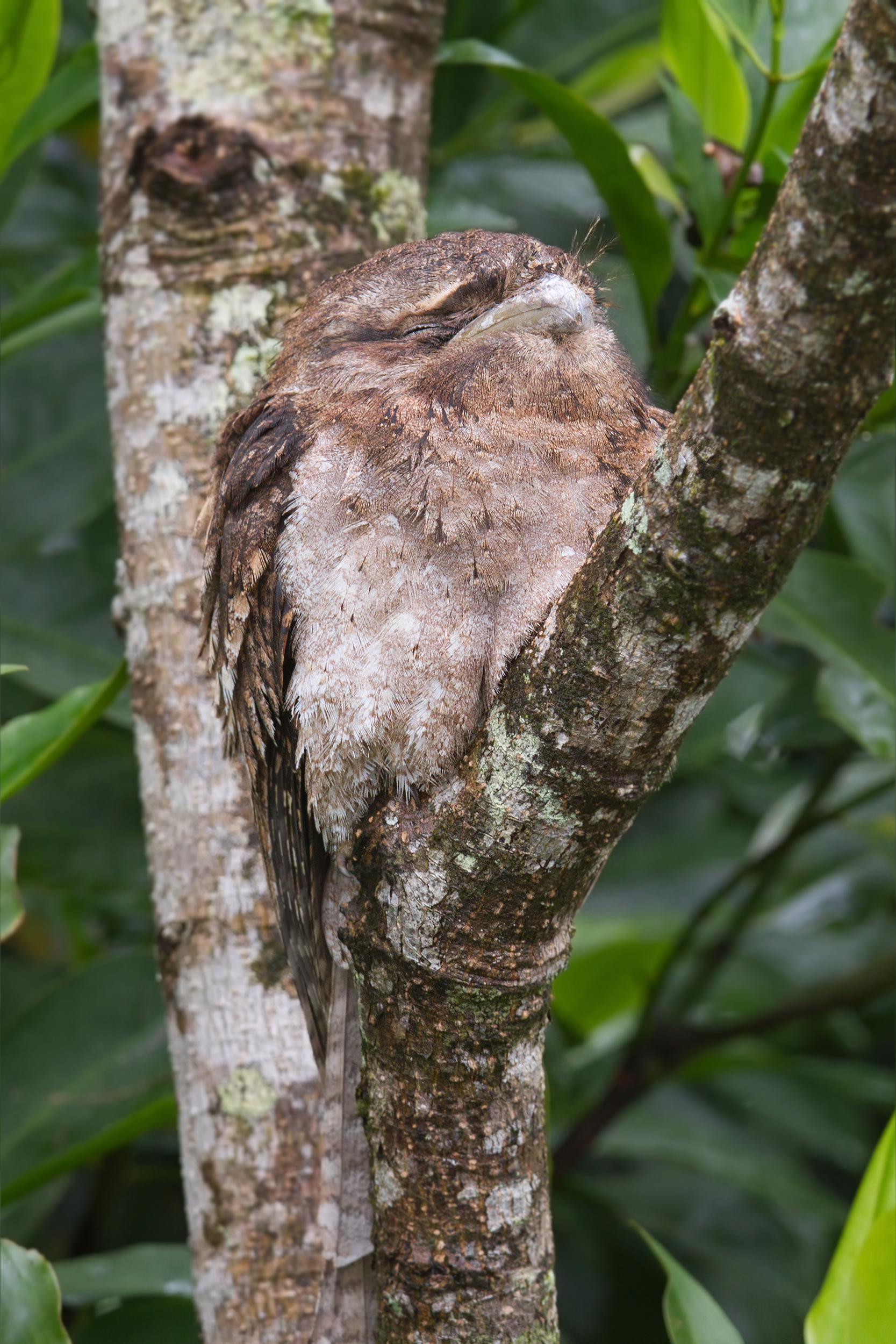
دهان قورباغه‌ای پاپوایی جنس نر در حالت استتار روی یک درخت

## روش‌های استتار
سه روش اصولی استتار عبارتند از: مخفی نمودن، همگون‌سازی، بدل‌سازی (شبیه‌سازی)

### مخفی نمودن

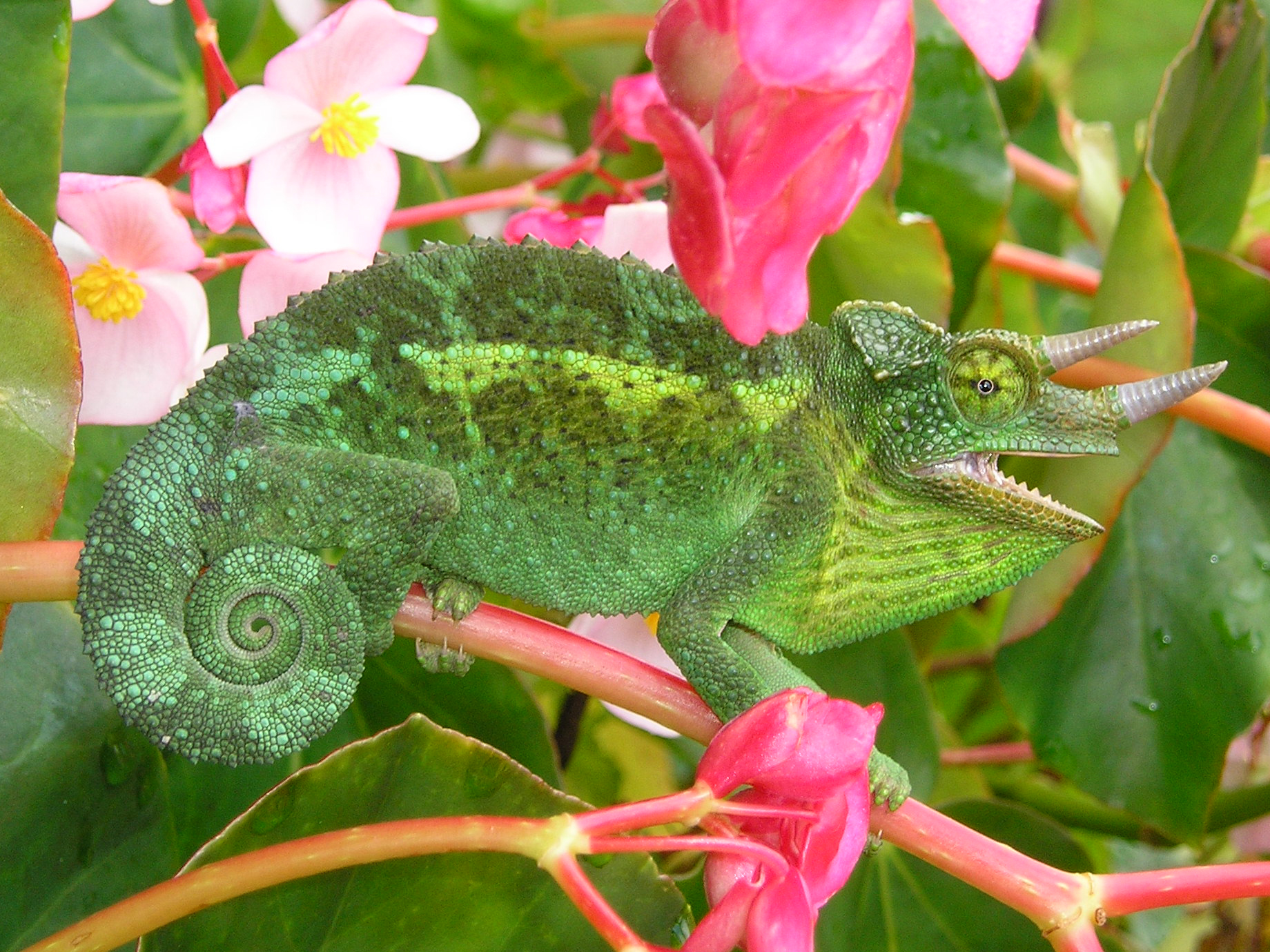
استتار آفتاب‌پرست جکسون در میان گیاهان

مخفی نمودن اختفاء کامل یک شیء به وسیله پوشش‌های فیزیکی می‌باشد، همانند پوشاندن پناهگاه، تجهیزات، پرسنل و غیره به شاخ و برگ و سایه درخت که آن‌ها را از دیده‌بانی هوایی پنهان می‌دارد.

### همگون‌سازی
همگون‌سازی به‌کارگیری وسایل استتار در بالا و پیرامون هدف می‌باشد، به طوری که با زمینه طبیعی پیرامون آن نوعی آمیختگی ایجاد نموده و هدف، بخشی از زمینه به نظر آید. برای مثال، سرباز با استفاده از پماد سیاه‌کننده صورت، بخش‌های شفاف و صیقلی صورت را با محیط پیرامون آن یکسان نموده یا با استفاده از شاخ و برگ طبیعی درختان بر روی کلاه خود، نوع آمیختگی و همگونی با محیط اطراف ایجاد می‌نماید. همگون‌سازی در تجهیزات و سازه‌های نظامی نیز می‌تواند موجب توجه نکردن و حساسیت نداشتن دشمن به آن‌ها گردد.

### بدل‌سازی (شبیه‌سازی)
بدل‌سازی (شبیه‌سازی) تغییر قیافه هدف حقیقی و اصلی و استفاده از تجهیزات و تأسیسات کاذب و فریبنده در فاصله مجاز و منطقی از هدف حقیقی می‌باشد که در صورت اجرای بهینه سبب مصون و محفوظ ماندن هدف‌های حقیقی و اصلی می‌شود.

## قوانین
استتار به طرق مختلفی که در پایین به برخی از آنها اشاره خواهیم کرد، امکان‌پذیر است. بیشتر این روش‌ها شامل دیدگریزی، پنهان شدن جلوی زمینه، همچنین تقلید حرکت‌های خیره‌کننده‌ای است که نیازی به پنهان شدن ندارند. این روش‌ها ممکن است به شکل فردی یا به شکل ترکیبی صورت پذیرد.

### دیدگریزی
دیدگریزی به معنی این است که جانور یا تجهیزات نظامی به سختی قابل رویت (یا از طرق دیگر مانند صدا یا بو و رد شکار) باشند. دیدگریزی از طرق مختلفی امکان‌پذیر است. برای مثال زندگی در زیر زمین یا فعال بودن در شب به جای روز.

### تشابه با محیط پیرامون
رنگ و طرح برخی از جانوران مشابه با بعضی از محیط‌های زیستی می‌باشد که این یکی از مولفه‌های مهم در استتار در تمام محیط‌های زیستی محسوب می‌گردند.

### دورنگ بودن بدن
دورنگ بودن بدن که کانتراست بالا داشته و اشکالی که خاص هستند، باعث می‌شود که خطوط خارجی بدن جانوران یا ماشین‌های نظامی به نظر نرسد. مانند نقطه‌ها یا خط‌هایی که روی بدن جانوران یا ماشین‌های نظامی وجود داشته یا برای پنهان کردن بعضی از بخش‌های چهره به خصوص چشم‌ها، از نوعی ماسک استفاده می‌شود. مانند چیزی که در قورباغه‌ها رایج است.

### از بین بردن سایه
برخی جانوران مانند مارمولک شاخدار آمریکای شمالی که بدن او به شکل استادانه‌ای برای از بین بردن سایه طراحی شده است. بدن آنها در لبه‌ها صاف شده و درای لبه‌های نازک است. این جانوران بدن خود را به زمین فشار داده و لبه‌های بدن آنها سفیدرنگ بوده که باعث می‌شود سایه به چشم نیاید و در نتیجه جانور از دید پنهان می‌ماندو سایه تنها در زیر سطح بدن جانور قرار می‌گیرد.

### پرت کردن حواس
بسیاری از جانوران طعمه، علامت‌های آشکاری دارند که به شکل شگفت‌انگیزی حواس شکارچی را به خود جلب می‌کنند.

### تزیین خود
برخی جانوران برای پنهان شدن خود را توسط شاخه‌های کوچک، ماسه، تکه‌های صدف که در محیط زیست خود وجود دارد، خود را تزیین کرده که با محیط پیرامون خود مطابق شوند.

### تغییر رنگ پوست
جانورانی همچون آفتاب‌پرست، قورباغه، ماهی‌های پهن مانند سفره ماهی، انواع ماهی‌های مرکب و اختاپوس توانایی تغییر رنگ بدن یا تغییر طرح بدن خود را دارند و این تغییر را با استفاده رنگ یاخته‌هایی که به رنگی مشابه رنگ زمینه می‌شوند، آسان می‌شود. در آفتاب‌پرست تغییر رنگ ممکن است با هدف علامت‌دهی نیز باشد.

### شفاف بودن
بسیاری از جانوران اقیانوسی که در آب شناور هستند، بسیار شفاف بوده و این توانایی به آنها موقعیت استتار شدن می‌دهد.

## نگارخانه

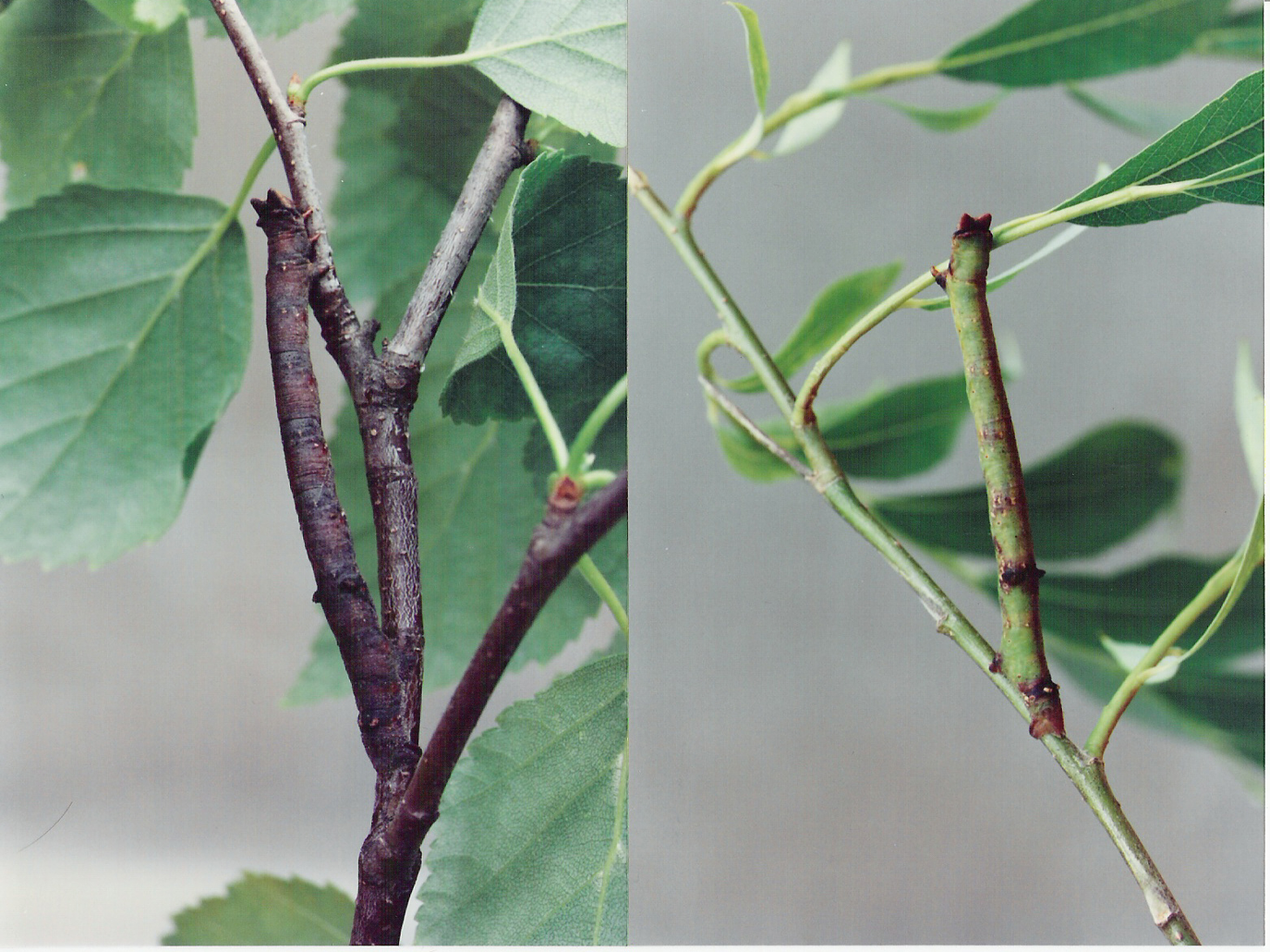
کرم‌های پیله‌ساز شب‌پره فلفلی توانایی تقلید خیلی خوبی از شاخه‌های درخت توس (در چپ) و درخت بید (سمت راست) دارند
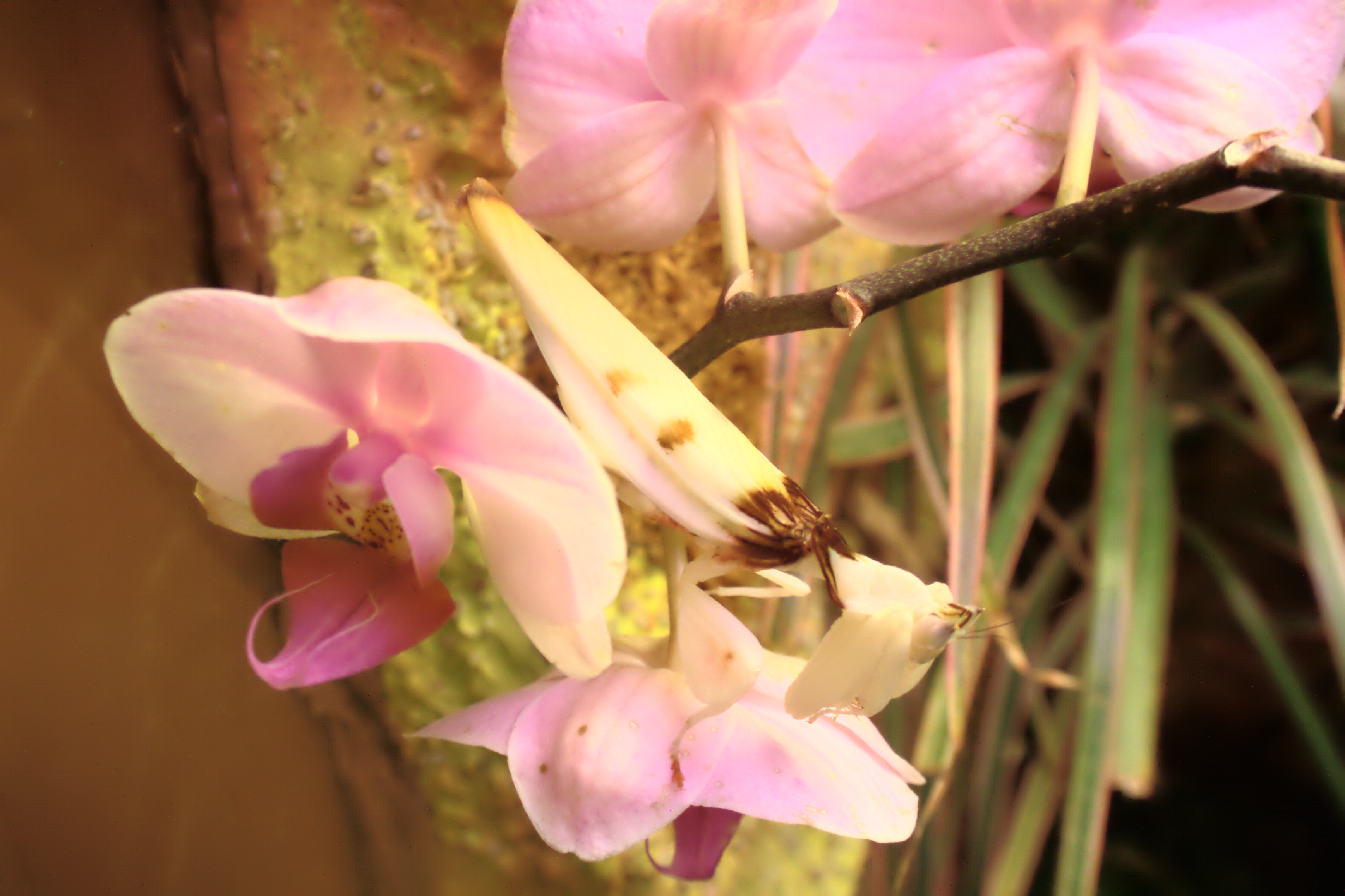
آخوندک با تقلید از شکوفهٔ ارکیده شاپرکی حشرات را اغوا می‌کند تا آنها را شکار کند
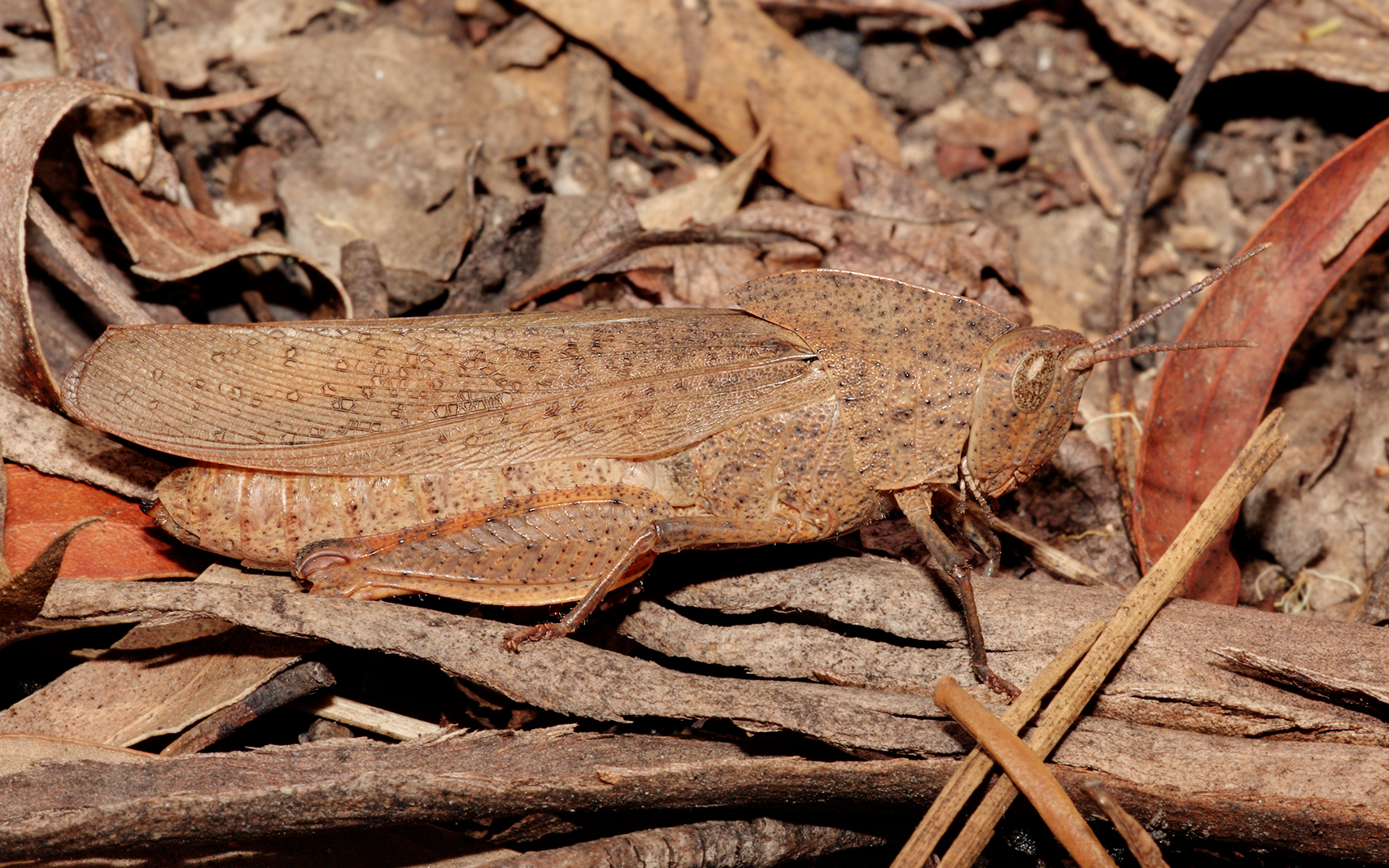
این ملخ با تقلید از برگ خشک خود را از شکارچیان پنهان می‌کند.
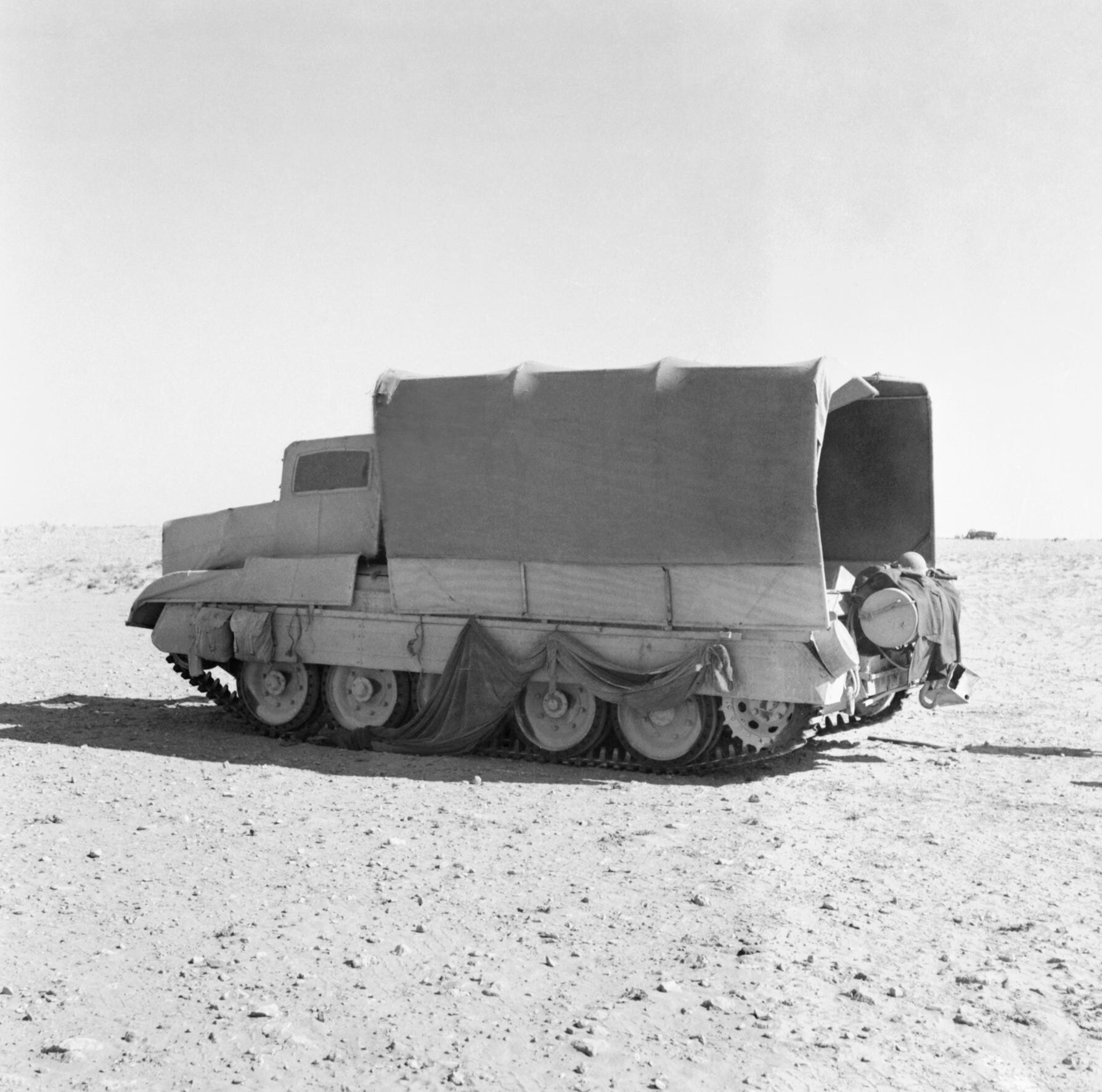
این تانک نبرد زمان جنگ جهانی دوم با تقلید از یک کامیون از دید دشمن پنهان شده است.
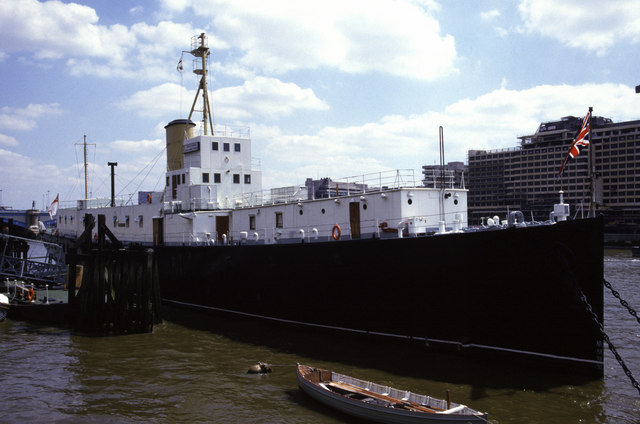
یک کشتی کیوی مسلح با تقلید از کشتی‌های باری زیردریایی‌های دشمن را فریب می‌داد.
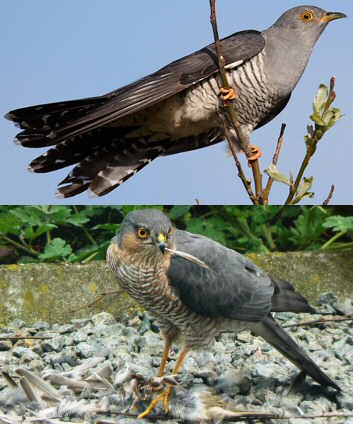
پرندهٔ کوکوی بالغ با تقلید از قرقی به ماده‌ها اجازه می‌دهد که جوجه‌گذاری انگلی انجام دهد.
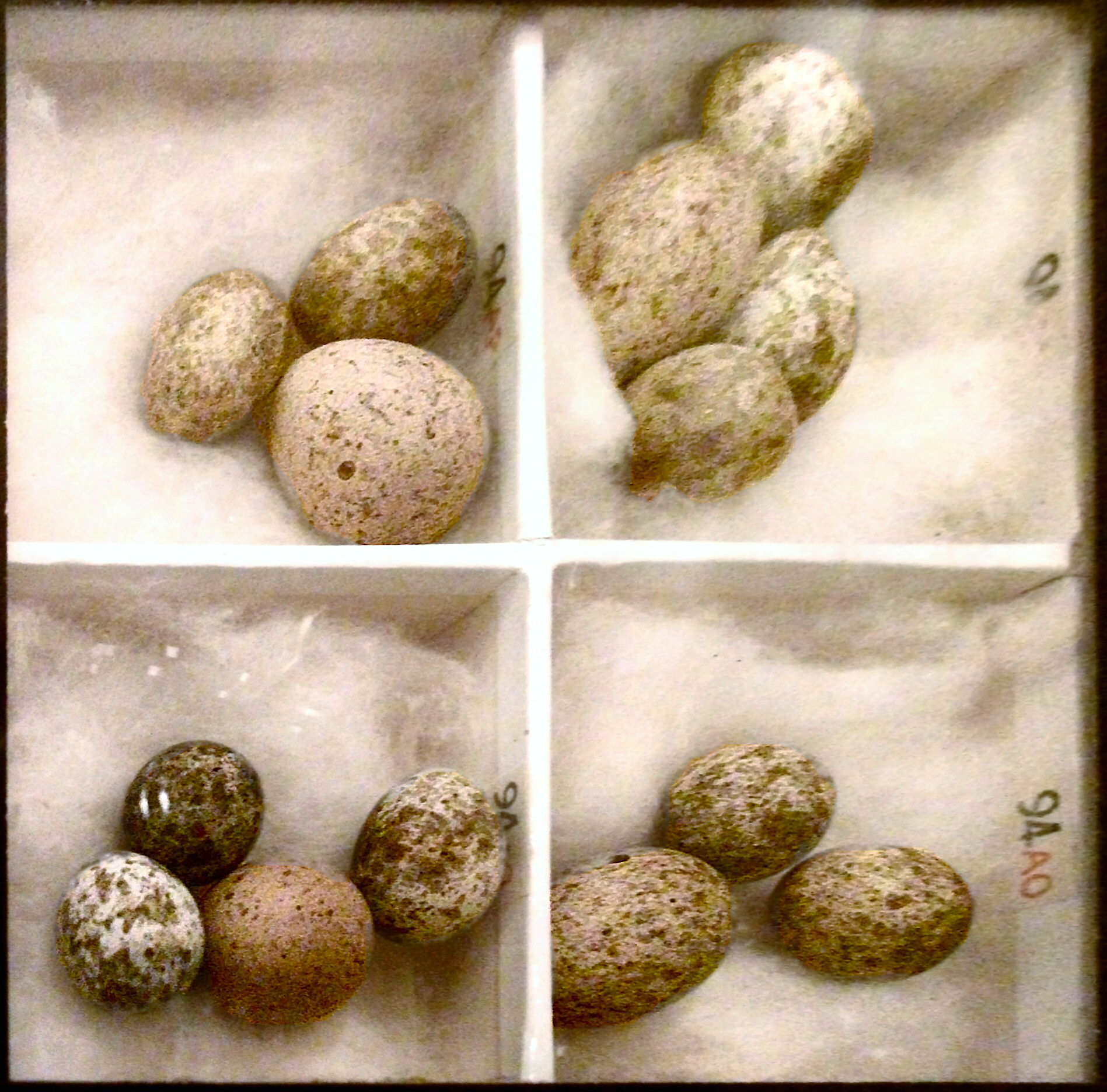
تخم‌های کوکو به تقلید از تخم‌های کوچکتر زده‌اند که در این جا تخم سسک‌های نیزار است.